# Mopalia seta
Mopalia seta is een keverslakkensoort uit de familie van de Mopaliidae. De wetenschappelijke naam van de soort is voor het eerst geldig gepubliceerd in 1952 door Jakovleva.